# Låtefossen
Låtefossen o Låtefoss è una cascata presso la municipalità di Odda nella Norvegia occidentale. Alta 165 m, è una nota attrazione turistica dell'area caratterizzata da due flussi separati che si incontrano e fondono a mezz'altezza.

## Al cinema
La cascata appare sullo schermo già ai tempi del cinema muto. La casa di produzione britannica Hepworth vi girò nel 1903 un breve documentario andato perso.

### Filmografia
- Waterfalls of Lotefoss and Espelandfoss (1903)

## Galleria d'immagini

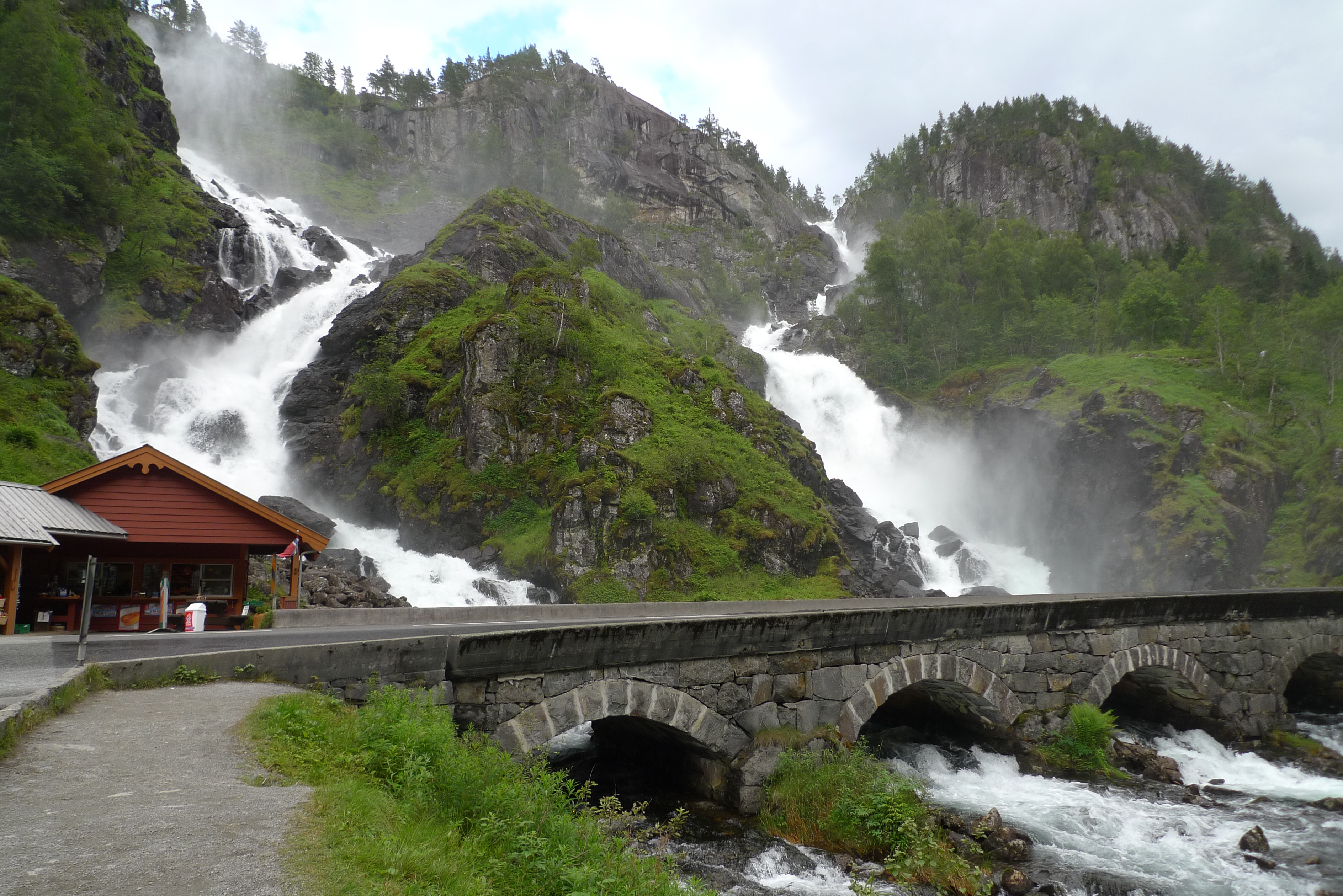
Il ponte
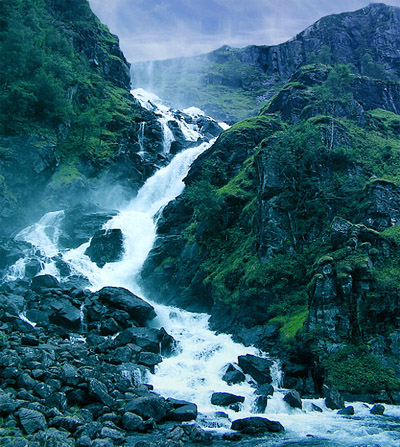
Tronco Låtefossen
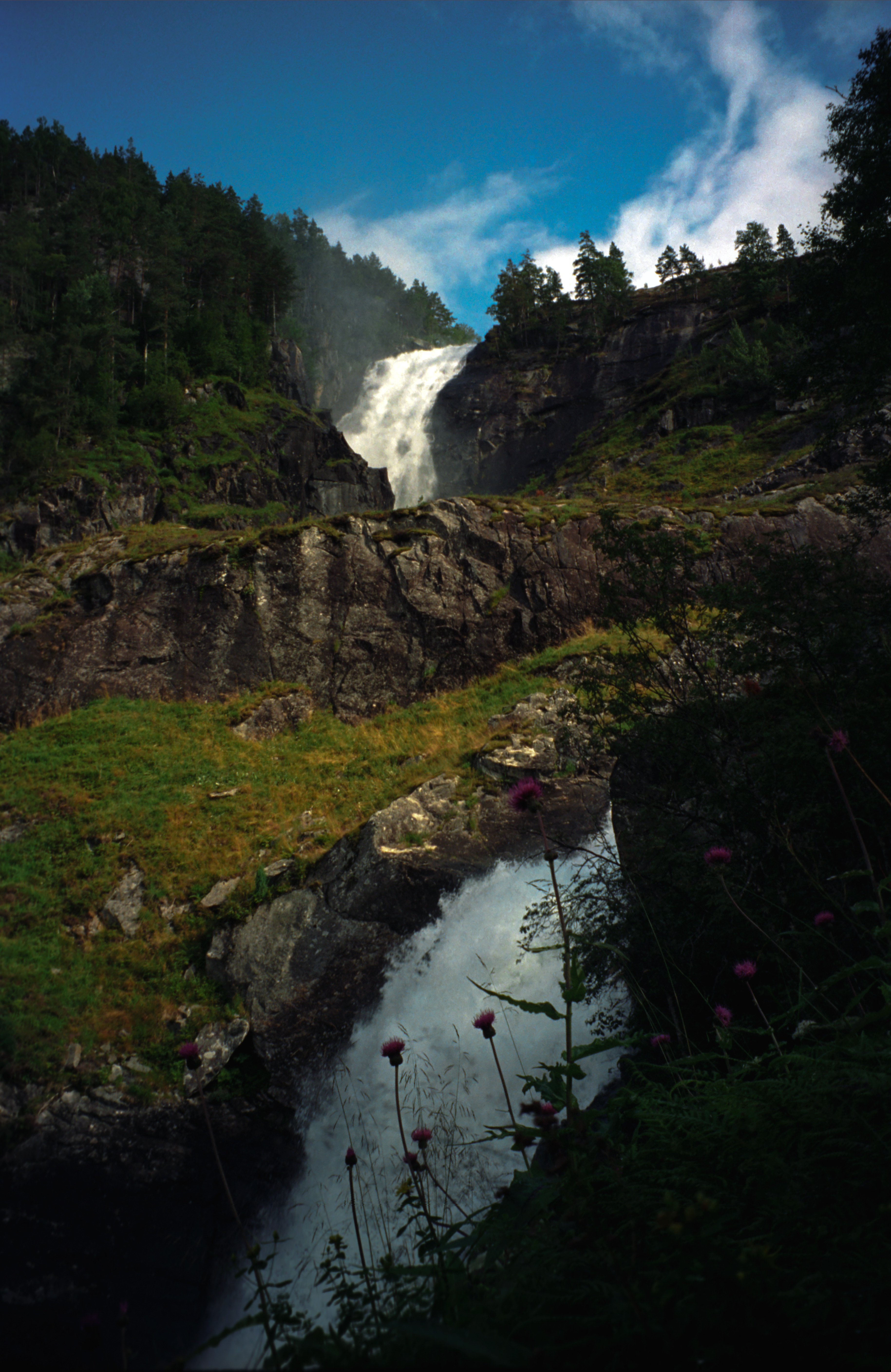
Veduta
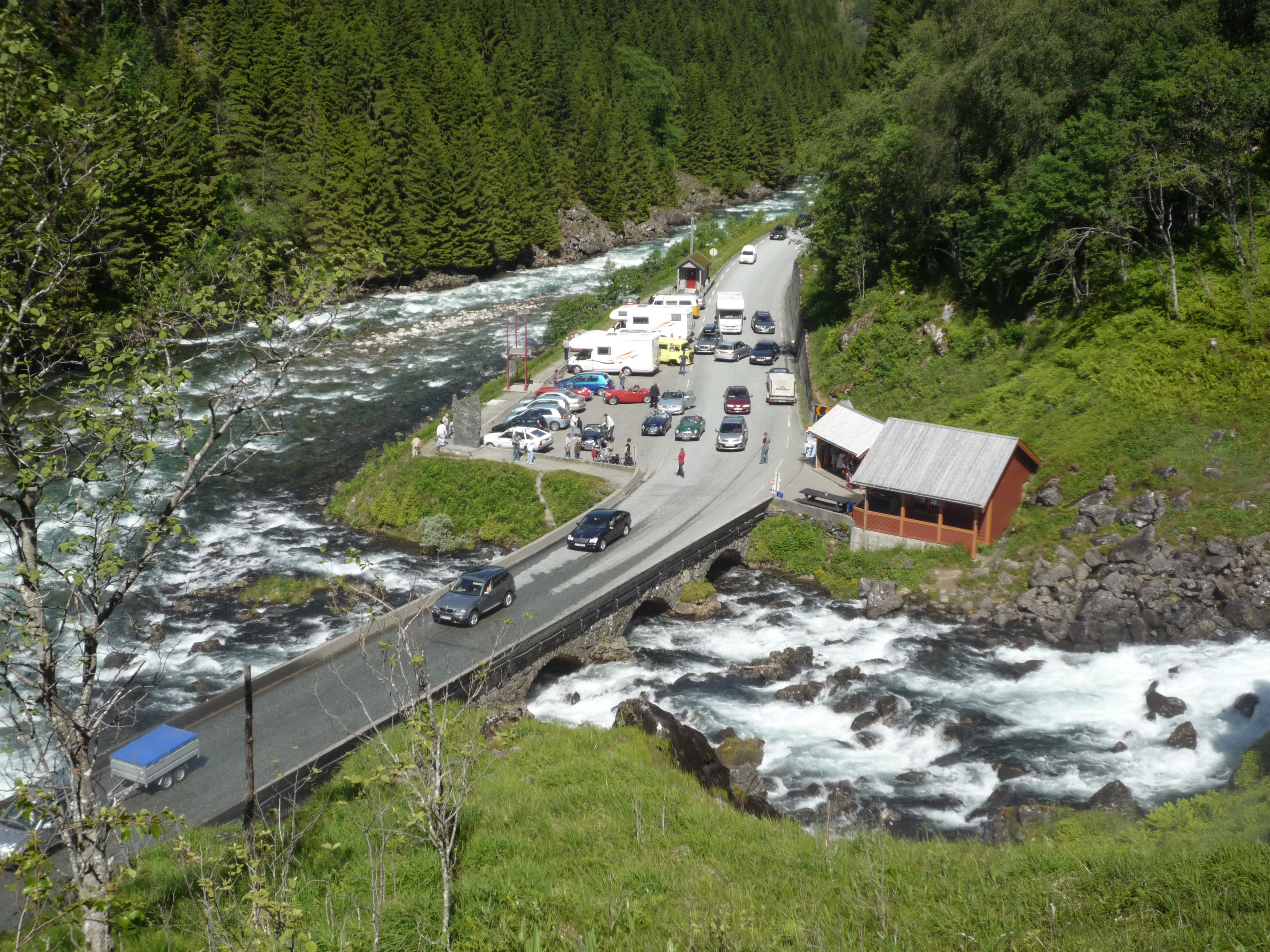
Centro turistico
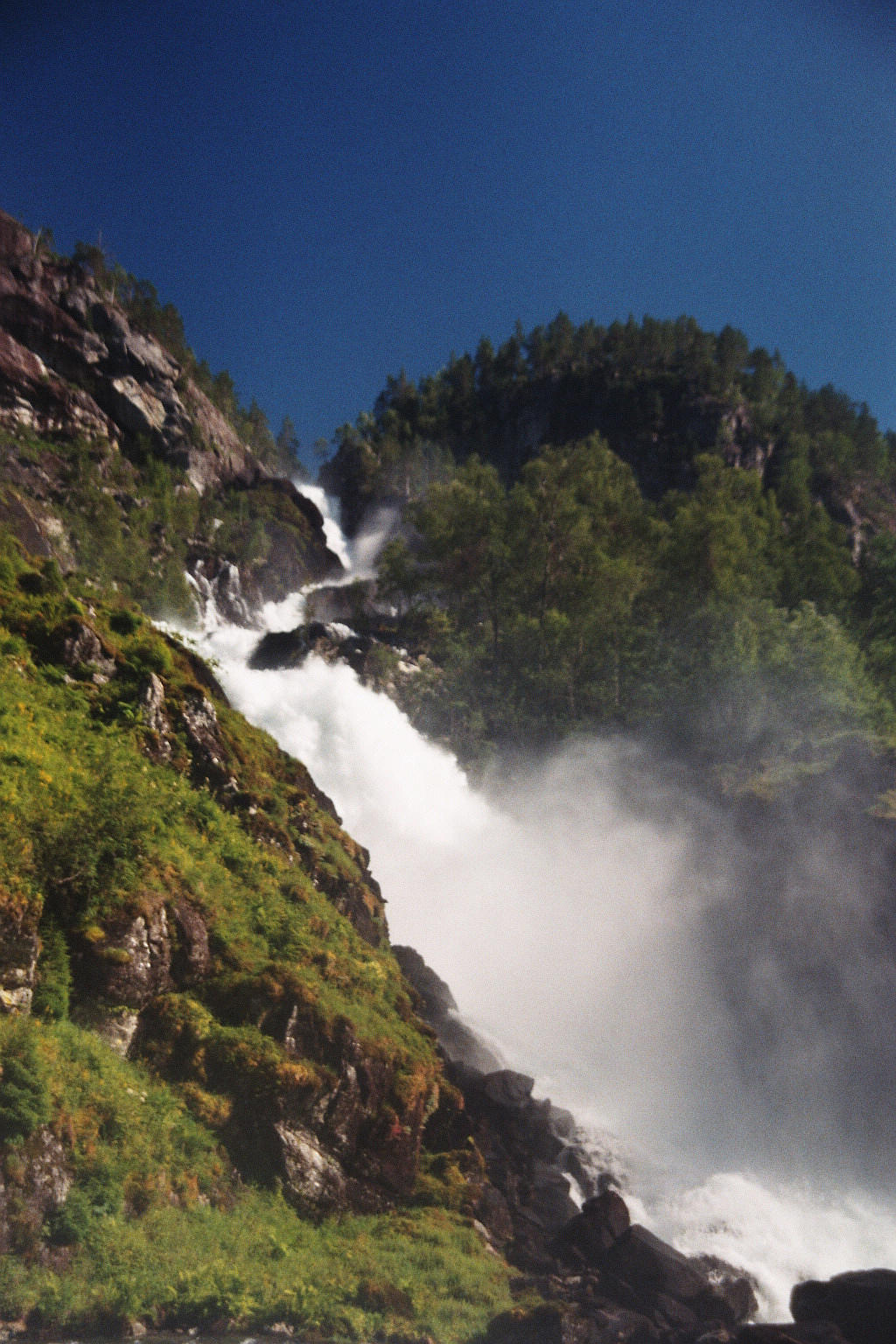
Veduta assolata